# Felis lunensis
El gato de Martelli (Felis lunensis) es una especie extinta de mamífero carnívoro de la familia de los félidos. Felis lunensis es una de las primeras especies de Felis, apareciendo hace 2,5 millones de años en el Plioceno. Sus fósiles se han encontrado en Italia y Hungría. Las evidencias fósiles sugieren que Felis silvestris pudo haber evolucionado de F. lunensis durante el Pleistoceno Medio, por eso a F. lunensis se le consideró como una subespecie de Felis silvestris.
El holotipo del primer espécimen fue descrito por el naturalista italiano Ugolino Martelli en 1906 que esta actualmente preservado en la Universidad de Florencia en Italia.